# 2016 în cinematografie
- 2015 în cinematografie — 2016 în cinematografie — 2017 în cinematografie

În 2016 în cinematografie au avut loc mai multe evenimente: premiera a numeroase filme și ceremonii de acordare a unor premii.

## Evenimente
- 10 ianuarie - are loc a 73-a ediție a Premiilor Globul de Aur.
- 28 februarie - a 88-a ediție a Premiilor Oscar

## Premiere românești
În 2016, în România au apărut mai multe filme notabile: Câini (regia Bogdan Mirică),  Bacalaureat (regia Cristian Mungiu), Sieranevada (regia Cristi Puiu), Inimi cicatrizate (regia Radu Jude), 6.9 pe scara Richter (regia Nae Caranfil), Ilegitim ( Adrian Sitaru) 
"Planeta Petrila"(regia Andrei Dascalescu),"Selfie 69"(regia Cristina Iacob)

## Premiere

### Ianuarie-Martie
| Premiera          | Premiera | Titlu                                     | Studio                                               | Distribuție și echipa de producție | Gen                          | Medium                  | Ref.   |
| ----------------- | -------- | ----------------------------------------- | ---------------------------------------------------- | --- | ---------------------------- | ----------------------- | ------ |
| I A N U A R I E   | 8        | Families                                  | Universal Pictures                                   | | Horror                       | Live-action             | [ 1 ]  |
| I A N U A R I E   | 8        | The Forest                                | Focus Features / Gramercy Pictures                   | Jason Zada (regizor); David S. Goyer, Nick Antosca, Sarah Cornwell (scenarist); Natalie Dormer, Taylor Kinney | Horror                       | Live-action             | [ 2 ]  |
| I A N U A R I E   | 15       | Remember                                  | A24 Films                                            | Atom Egoyan (regizor); Benjamin August (scenarist); Christopher Plummer, Martin Landau, Dean Norris, Bruno Ganz, Heinz Lieven, Jürgen Prochnow, Henry Czerny, Kim Roberts | Drama                        | Live-action             | [ 3 ]  |
| I A N U A R I E   | 15       | 13 Hours: The Secret Soldiers of Benghazi | Paramount Pictures                                   | Michael Bay (regizor); Chuck Hogan (scenarist); James Badge Dale, John Krasinski, Toby Stephens, Pablo Schreiber, Max Martini, David Denman, David Giuntoli, David Costabile | Action, Thriller             | Live-action             | [ 4 ]  |
| I A N U A R I E   | 15       | The 5th Wave                              | Columbia Pictures                                    | J Blakeson (regizor); Susannah Grant (scenarist); Chloë Grace Moretz, Nick Robinson, Alex Roe, Liev Schreiber, Maika Monroe, Maria Bello, Maggie Siff, Ron Livingston | Sci-fi                       | Live-action             | [ 5 ]  |
| I A N U A R I E   | 15       | Norm of the North                         | Lionsgate                                            | Trevor Wall (regizor); Jack Donaldson, Derek Elliott (scenarist); Rob Schneider, Heather Graham, Colm Meaney, Bill Nighy, Janet Varney, Ken Jeong, Loretta Devine, Zachary Gordon | Family                       | Animation               | [ 6 ]  |
| I A N U A R I E   | 15       | The Nut Job 2                             | Open Road Films                                      | Cal Brunker (regizor); Peter Lepeniotis, Scott Bindley (scenarist); Jeff Dunham, Joe Pingue, Rob Tinkler | Family                       | Animation               | [ 7 ]  |
| I A N U A R I E   | 15       | Ride Along 2                              | Universal Pictures                                   | Tim Story (regizor); Phil Hay, Matt Manfredi (scenarist); Ice Cube, Kevin Hart, Benjamin Bratt, Olivia Munn, Ken Jeong, Nadine Velazquez, Tika Sumpter, Tyrese Gibson, T.I., Glen Powell, Rebecca Olejniczak | Comedy, Action               | Live-action             | [ 8 ]  |
| I A N U A R I E   | 22       | The Boy                                   | STX Entertainment                                    | William Brent Bell (regizor); Stacey Menear (scenarist); Lauren Cohan | Horror, thriller             | Live-action             | [ 9 ]  |
| I A N U A R I E   | 22       | Dirty Grandpa                             | Lionsgate                                            | Dan Mazer (regizor); John Phillips (scenarist); Zac Efron, Robert De Niro, Julianne Hough, Aubrey Plaza, Zoey Deutch, Dermot Mulroney, Adam Pally, Jason Mantzoukas | Comedy                       | Live-action             | [ 10 ] |
| I A N U A R I E   | 29       | Lights Out                                | Warner Bros. / New Line Cinema                       | David F. Sandberg (regizor); Eric Heisserer (scenarist); Teresa Palmer, Gabriel Bateman, Alexander DiPersia | Horror                       | Live-action             |        |
| I A N U A R I E   | 29       | Fifty Shades of Black                     | Open Road Films                                      | Michael Tiddes (regizor); Marlon Wayans, Rick Alvarez (scenarist); Marlon Wayans, Jane Seymour, Mike Epps, Kali Hawk | Comedy                       | Live-action             | [ 11 ] |
| I A N U A R I E   | 29       | The Finest Hours                          | Walt Disney Pictures                                 | Craig Gillespie (regizor); Scott Silver, Eric Johnson, Paul Tamasy (scenarist); Chris Pine, Casey Affleck, Ben Foster, Eric Bana, Holliday Grainger, Kyle Gallner, Rachel Brosnahan, Graham McTavish, Michael Raymond-James, Josh Stewart, Benjamin Koldyke, Abraham Benrubi                                                                    | Action, Drama                | Live-action             | [ 12 ] |
| I A N U A R I E   | 29       | Kung Fu Panda 3                           | 20th Century Fox / DreamWorks Animation              | Jennifer Yuh Nelson, Alessandro Carloni (directors); Jonathan Aibel, Glenn Berger (scenarist); Jack Black, Angelina Jolie, Dustin Hoffman, Jackie Chan, Seth Rogen, Lucy Liu, David Cross, James Hong, Bryan Cranston, Kate Hudson, J. K. Simmons                                                                                               | Action Comedy                | Animation               | [ 13 ] |
| F E B R U A R I E | 5        | The Choice                                | Lionsgate                                            | Ross Katz (regizor); Bryan Sipe (scenarist); Alexandra Daddario, Teresa Palmer, Maggie Grace, Tom Welling, Benjamin Walker, Tom Wilkinson | Drama, Romance               | Live-action             | [ 14 ] |
| F E B R U A R I E | 5        | Dad's Army                                | Columbia Pictures                                    | Oliver Parker (regizor); Toby Jones, Bill Nighy, Tom Courtenay, Bill Paterson, Daniel Mays, Michael Gambon, Blake Harrison | Comedy, wartime              | Live-action             | [ 15 ] |
| F E B R U A R I E | 5        | Hail, Caesar!                             | Universal Pictures                                   | Joel and Ethan Coen (regizor/scenarist); George Clooney, Josh Brolin, Channing Tatum, Ralph Fiennes, Tilda Swinton, Scarlett Johansson, Jonah Hill, Dolph Lundgren, Clancy Brown, David Krumholtz, Frances McDormand, Christopher Lambert, Alden Ehrenreich, Fisher Stevens, Patrick Fischler, Robert Picardo                                   | Comedy                       | Live-action             | [ 16 ] |
| F E B R U A R I E | 5        | Pride and Prejudice and Zombies           | Screen Gems                                          | Burr Steers (regizor/scenarist); Lily James, Sam Riley, Matt Smith, Lena Headey, Charles Dance, Jack Huston, Douglas Booth, Hermione Corfield, Bella Heathcote, Suki Waterhouse, Sam Riley | Comedy, Horror               | Live-action             | [ 17 ] |
| F E B R U A R I E | 5        | Regression                                | The Weinstein Company                                | Alejandro Amenábar (regizor/scenarist); Ethan Hawke, Emma Watson, David Dencik, David Thewlis | Live-action                  | Thriller                | [ 18 ] |
| F E B R U A R I E | 12       | Deadpool                                  | 20th Century Fox / Marvel Entertainment              | Tim Miller (regizor); Rhett Reese, Paul Wernick (scenarist); Ryan Reynolds, Gina Carano, T. J. Miller, Ed Skrein, Morena Baccarin, Stan Lee, Rachel Sheen | Superhero, Action, Comedy    | Live-action             | [ 19 ] |
| F E B R U A R I E | 12       | How to Be Single                          | Warner Bros. / New Line Cinema                       | Christian Ditter (regizor); Marc Silverstein, Dana Fox, Abby Kohn (scenarist); Dakota Johnson, Alison Brie, Leslie Mann, Rebel Wilson, Carla Quevedo, Damon Wayans Jr., Jake Lacy, Jason Mantzoukas, Nick Bateman, Anders Holm, Nicholas Braun                                                                                                  | Romantic comedy              | Live-action             | [ 20 ] |
| F E B R U A R I E | 12       | Zoolander 2                               | Paramount Pictures                                   | Ben Stiller (regizor); Justin Theroux (scenarist); Ben Stiller, Owen Wilson, Christine Taylor, Will Ferrell, Penélope Cruz, Jonah Hill, Kristen Wiig, Olivia Munn, Billy Zane, Justin Bieber, Fred Armisen | Comedy                       | Live-action             | [ 21 ] |
| F E B R U A R I E | 19       | Race                                      | Focus Features                                       | Stephen Hopkins (regizor); Joe Shrapnel, Anna Waterhouse (scenarist); Stephan James, Jason Sudeikis, Jeremy Irons, William Hurt, Carice van Houten, Amanda Crew | Drama, Sports                | Live-action             | [ 22 ] |
| F E B R U A R I E | 19       | Shut In                                   | EuropaCorp                                           | Farren Blackburn (regizor); Christina Hodson (scenarist); Naomi Watts, Oliver Platt, Jacob Tremblay | Thriller                     | Live-action             | [ 23 ] |
| F E B R U A R I E | 19       | Triple 9                                  | Open Road Films                                      | John Hillcoat (regizor); Matt Cook (scenarist); Kate Winslet, Woody Harrelson, Gal Gadot, Anthony Mackie, Teresa Palmer, Casey Affleck, Clifton Collins, Jr., Chiwetel Ejiofor, Aaron Paul, Norman Reedus | Crime, Drama                 | Live-action             | [ 24 ] |
| F E B R U A R I E | 19       | Viral                                     | Dimension Films                                      | Henry Joost, Ariel Schulman (directors); Christopher B. Landon, Barbara Marshall (scenarist); Analeigh Tipton, Michael Kelly, Sofia Black-D'Elia | Sci-Fi, Horror               | Live-action             | [ 25 ] |
| F E B R U A R I E | 19       | Risen                                     | TriStar Pictures                                     | Kevin Reynolds (regizor/scenarist); Paul Aiello (scenarist); Joseph Fiennes, Tom Felton, Cliff Curtis | Drama                        | Live-action             | [ 26 ] |
| F E B R U A R I E | 26       | The Witch                                 | A24 Films                                            | Robert Eggers (regizor/scenarist); Anya Taylor-Joy, Ralph Ineson, Kate Dickie | Horror                       | Live-action             | [ 27 ] |
| F E B R U A R I E | 26       | Kidnap                                    | Relativity Media                                     | Luis Prieto (regizor); Knate Gwaltney (scenarist); Halle Berry | Action, thriller             | Live-action             | [ 28 ] |
| M A R T I E       | 4        | Grimsby                                   | Columbia Pictures / Village Roadshow Pictures        | Louis Leterrier (regizor); Sacha Baron Cohen, Phil Johnston (scenarist); Sacha Baron Cohen, Mark Strong, Isla Fisher, Rebel Wilson, Annabelle Wallis, Ian McShane, Gabourey Sidibe, David Harewood, Derek Jeter, Penélope Cruz, Scott Adkins | Comedy                       | Live-action             | [ 29 ] |
| M A R T I E       | 4        | London Has Fallen                         | Focus Features / Gramercy Pictures                   | Babak Najafi (regizor); Creighton Rothenberger, Katrin Benedikt, Chad St. John (scenarist); Gerard Butler, Aaron Eckhart, Morgan Freeman, Angela Bassett, Jackie Earle Haley, Melissa Leo, Robert Forster, Radha Mitchell, Charlotte Riley, Shivani Ghai                                                                                        | Action                       | Live-action             | [ 30 ] |
| M A R T I E       | 4        | Zootopia                                  | Walt Disney Pictures / Walt Disney Animation Studios | Byron Howard, Rich Moore (directors); Jared Bush (scenarist); Jason Bateman, Ginnifer Goodwin | Comedy                       | Animation               | [ 31 ] |
| M A R T I E       | 4        | Knight of Cups                            | Broad Green Pictures                                 | Terrence Malick (regizor/scenarist); Christian Bale, Cate Blanchett, Natalie Portman | Fantasy Drama                | Live-action             | [ 32 ] |
| M A R T I E       | 11       | Arms and the Dudes                        | Warner Bros.                                         | Todd Phillips (regizor); Jason Smilovic, Todd Phillips, Stephen Chin (scenarist); Jonah Hill, Miles Teller, Ana de Armas, J. B. Blanc | Crime, Comedy                | Live-action             | [ 33 ] |
| M A R T I E       | 11       | Christ the Lord                           | Focus Features                                       | Cyrus Nowrasteh (regizor/scenarist); Betsy Nowrasteh (scenarist); Sean Bean | Biblical, drama              | Live-action             | [ 34 ] |
| M A R T I E       | 18       | The Divergent Series: Allegiant           | Summit Entertainment                                 | Robert Schwentke (regizor); Noah Oppenheim (scenarist); Shailene Woodley, Theo James, Ansel Elgort, Naomi Watts, Jeff Daniels, Bill Skarsgard | Adventure, Action            | Live-action             | [ 35 ] |
| M A R T I E       | 18       | Midnight Special                          | Warner Bros.                                         | Jeff Nichols (regizor/scenarist); Michael Shannon, Kirsten Dunst, Adam Driver, Joel Edgerton, Sam Shepard | Sci-fi                       | Live-action             | [ 36 ] |
| M A R T I E       | 18       | Miracles from Heaven                      | TriStar Pictures                                     | Patricia Riggen (regizor); Randy Brown (scenarist); Jennifer Garner, Martin Henderson, Queen Latifah | Biblical, Drama              | Live-action             | [ 37 ] |
| M A R T I E       | 18       | Monster Trucks                            | Paramount Pictures / Nickelodeon Movies              | Chris Wedge (regizor); Jonathan Aibel, Glenn Berger, Matthew Robinson (scenarist); Jane Levy, Lucas Till, Amy Ryan, Holt McCallany, Rob Lowe, Danny Glover, Frank Whaley, Chad Willett, Barry Pepper, Thomas Lennon, Tucker Albrizzi | Action                       | Live-action / Animation | [ 38 ] |
| M A R T I E       | 25       | Batman v Superman: Dawn of Justice        | Warner Bros. / DC Entertainment                      | Zack Snyder (regizor); Chris Terrio (scenarist); Henry Cavill, Ben Affleck, Gal Gadot, Jesse Eisenberg, Amy Adams, Jeremy Irons, Holly Hunter, Laurence Fishburne, Jena Malone, Diane Lane, Michael Shannon, Ray Fisher, Callan Mulvey, Dan Amboyer, Jason Momoa, Scoot McNairy, Jeffrey Dean Morgan, Tao Okamoto, Harry Lennix, Christina Wren | Superhero, Action, Adventure | Live-action             | [ 39 ] |
| M A R T I E       | 25       | I Saw the Light                           | Sony Pictures Classics                               | Marc Abraham (regizor/scenarist) Tom Hiddleston, Elizabeth Olsen | Live-action                  | Biopic                  | [ 40 ] |
| M A R T I E       | 25       | My Big Fat Greek Wedding 2                | Universal Pictures                                   | Kirk Jones (regizor); Nia Vardalos (scenarist); Nia Vardalos, John Corbett, Ian Gomez, Elena Kampouris | Romantic, Comedy             | Live-action             | [ 41 ] |

### Aprilie–Iunie
| Premiera      | Premiera | Titlu                                    | Studio                                                   | Distribuție și echipa de producție | Gen                                   | Medium      | Ref.   |
| ------------- | -------- | ---------------------------------------- | -------------------------------------------------------- | --- | ------------------------------------- | ----------- | ------ |
| A P R I L I E | 1        | Catfight                                 | Screen Gems                                              | | Comedy                                | Live-action | [ 42 ] |
| A P R I L I E | 1        | Keeping Up with the Joneses              | 20th Century Fox                                         | Greg Mottola (regizor); Michael LeSieur (scenarist); Jon Hamm, Zach Galifianakis, Gal Gadot, Isla Fisher, Maribeth Monroe | Comedy                                | Live-action | [ 43 ] |
| A P R I L I E | 1        | Rings                                    | Paramount Pictures                                       | F. Javier Gutiérrez (regizor); David Loucka, Jacob Aaron Estes, Akiva Goldsman (scenarist); Matilda Lutz, Alex Roe, David Dorfman, Johnny Galecki, Aimee Teegarden, Laura Wiggins | Horror, Thriller                      | Live-action | [ 44 ] |
| A P R I L I E | 1        | Collide                                  | Open Road Films                                          | Eran Creevy (regizor/scenarist); F. Scott Frazier (scenarist); Felicity Jones, Nicholas Hoult, Anthony Hopkins, Ben Kingsley | Action                                | Live-action | [ 45 ] |
| A P R I L I E | 1        | God's Not Dead 2                         | Pure Flix Entertainment                                  | Harold Cronk (regizor); Cary Solomon, Chuck Konzelman (scenarist); David A. R. White, Ray Wise, Robin Givens, Ernie Hudson, Eamonn McCrystal, Jesse Metcalfe | Drama                                 | Live-acion  | [ 46 ] |
| A P R I L I E | 1        | Green Room                               | A24 Films                                                | Jeremy Saulnier (regizor/scenarist); Anton Yelchin, Imogen Poots, Patrick Stewart, Alia Shawkat, Callum Turner | Crime thriller                        | Live-action | [ 47 ] |
| A P R I L I E | 8        | Gods of Egypt                            | Summit Entertainment                                     | Alex Proyas (regizor/scenarist); Matt Sazama, Burk Sharpless (scenarist); Courtney Eaton, Nikolaj Coster-Waldau, Geoffrey Rush, Gerard Butler, Brenton Thwaites, Chadwick Boseman | Action, fantasy                       | Live-action | [ 48 ] |
| A P R I L I E | 8        | The Boss                                 | Universal Pictures                                       | Ben Falcone (regizor/scenarist); Steve Mallory, Melissa McCarthy (scenarist); Melissa McCarthy, Kristen Bell, Peter Dinklage, Tyler Labine, Kristen Schaal, Margo Martindale, Kathy Bates | Comedy                                | Live-action | [ 49 ] |
| A P R I L I E | 8        | Money Monster                            | TriStar Pictures                                         | Jodie Foster (regizor); Jamie Linden, Alan Di Fiore, Jim Kouf (screenwriters); George Clooney, Julia Roberts, Jack O'Connell, Dominic West, Caitriona Balfe | Drama                                 | Live-action | [ 50 ] |
| A P R I L I E | 8        | Demolition                               | Fox Searchlight Pictures                                 | Jean-Marc Vallée (regizor); Bryan Sipe (scenarist); Jake Gyllenhaal, Naomi Watts, Chris Cooper, Judah Lewis | Drama                                 | Live-action | [ 51 ] |
| A P R I L I E | 15       | Barbershop 3                             | Warner Bros. / New Line Cinema / Metro-Goldwyn-Mayer     | Malcolm D. Lee (regizor); Kenya Barris, Tracy Oliver (scenarist); Ice Cube, Cedric the Entertainer, Nicki Minaj, Regina Hall, Eve, Common | Comedy                                | Live-action | [ 52 ] |
| A P R I L I E | 15       | The Best Man Wedding                     | Universal Pictures                                       | Malcolm D. Lee (regizor/scenarist); Taye Diggs, Terrence Howard, Harold Perrineau, Morris Chestnut, Monica Calhoun, Sanaa Lathan, Nia Long, Melissa De Sousa, Regina Hall | Comedy                                | Live-action | [ 53 ] |
| A P R I L I E | 15       | Criminal                                 | Summit Entertainment                                     | Ariel Vromen (regizor); Douglas Cook, David Weisberg (scenarist); Kevin Costner, Gary Oldman, Tommy Lee Jones, Alice Eve, Gal Gadot, Ryan Reynolds | Action, Thriller                      | Live-action | [ 54 ] |
| A P R I L I E | 15       | Everybody Wants Some                     | Paramount Pictures                                       | Richard Linklater (regizor/scenarist); Blake Jenner, Ryan Guzman, Tyler Hoechlin, Wyatt Russell, Zoey Deutch | Comedy, drama                         | Live-action | [ 55 ] |
| A P R I L I E | 15       | Amityville: The Awakening                | The Weinstein Company / Dimension Films                  | Franck Khalfoun (regizor/scenarist); Daniel Farrands, Casey La Scala (scenarist); Bella Thorne, Cameron Monaghan, Jennifer Jason Leigh, Thomas Mann, Kurtwood Smith | Supernatural horror                   | Live-action | [ 56 ] |
| A P R I L I E | 15       | The Jungle Book                          | Walt Disney Pictures                                     | Jon Favreau (regizor); Justin Marks (scenarist); Neel Sethi, Emjay Anthony, Idris Elba, Ben Kingsley, Scarlett Johansson, Lupita Nyong'o, Christopher Walken, Giancarlo Esposito, Bill Murray | Adventure, musical, family            | Live-action | [ 57 ] |
| A P R I L I E | 22       | The Huntsman                             | Universal Pictures                                       | Cedric Nicolas-Troyan (regizor); Frank Darabont, Evan Spiliotopoulos (scenarist); Chris Hemsworth, Charlize Theron, Emily Blunt, Jessica Chastain, Nick Frost, Sheridan Smith, Rob Brydon, Alexandra Roach | Fantasy                               | Live-action | [ 58 ] |
| A P R I L I E | 22       | Keanu                                    | Warner Bros. / New Line Cinema                           | Peter Atencio (regizor); Jordan Peele, Alex Rubens (scenarist); Keegan-Michael Key, Jordan Peele, Method Man, Gabrielle Union, Will Forte | Comedy                                | Live-action | [ 59 ] |
| A P R I L I E | 29       | Eddie the Eagle                          | 20th Century Fox                                         | Dexter Fletcher (regizor); Simon Kelton, Sean Macaulay (scenarist); Taron Egerton, Hugh Jackman, Christopher Walken | Biography, Sports                     | Live-action | [ 43 ] |
| A P R I L I E | 29       | Mother's Day                             | Open Road Films                                          | Garry Marshall (regizor); Anya Kochoff-Romano, Lily Hollander, Matt Walker, Tom Hines (scenarist); Julia Roberts, Jennifer Aniston, Kate Hudson, Timothy Olyphant, Jason Sudeikis, Hilary Duff, Sarah Chalke, Britt Robertson, Jon Lovitz, Ella Anderson, Shay Mitchell, Margo Martindale, Loni Love                                                           | Comedy, Drama                         | Live-action | [ 60 ] |
| A P R I L I E | 29       | Nine Lives                               | Relativity Media                                         | Barry Sonnenfeld (regizor); Dan Antoniazzi, Ben Shiffrin (scenarist); Kevin Spacey, Robbie Amell, Jennifer Garner, Christopher Walken, Malina Weissman, Mark Consuelos | Comedy                                | Live-action | [ 61 ] |
| A P R I L I E | 29       | Ratchet & Clank                          | Focus Features / Gramercy Pictures                       | Jerrica Cleland, Kevin Munroe (directors); T.J. Fixman (scenarist); James Arnold Taylor, David Kaye, Jim Ward, Paul Giamatti, Armin Shimerman, John Goodman, Bella Thorne, Rosario Dawson, Sylvester Stallone | Sci-Fi, Action, Comedy                | Animation   | [ 62 ] |
| A P R I L I E | 29       | Same Kind of Different as Me             | Paramount Pictures                                       | Michael Carney (regizor/scenarist); Ron Hall, Alexander Foard (scenarist); Renée Zellweger, Djimon Hounsou, Olivia Holt, Jon Voight, Greg Kinnear, Stephanie Leigh Schlund | Drama                                 | Live-action | [ 63 ] |
| M A I         | 6        | Captain America: Civil War               | Marvel Studios                                           | Anthony Russo, Joe Russo (regizori); Christopher Markus and Stephen McFeely (screenwriters); Chris Evans, Robert Downey, Jr., Scarlett Johansson, Sebastian Stan, Anthony Mackie, Jeremy Renner, Elizabeth Olsen, Paul Rudd, Paul Bettany, Daniel Brühl, Frank Grillo, Don Cheadle, Emily VanCamp, William Hurt, Chadwick Boseman, Tom Holland, Martin Freeman | Superhero, Action, Adventure,Thriller | Live-action | [ 64 ] |
| M A I         | 6        | Going in Style                           | Warner Bros. / New Line Cinema                           | Zach Braff (directors); Theodore Melfi (screenwriters); Morgan Freeman, Michael Caine, Alan Arkin, Joey King | Comedy, Crime                         | Live-action | [ 65 ] |
| M A I         | 13       | The Free State of Jones                  | STX Entertainment                                        | Gary Ross (director, screenplay); Matthew McConaughey, Gugu Mbatha-Raw, Keri Russell, Mahershala Ali | Drama, Thriller                       | Live-action | [ 66 ] |
| M A I         | 13       | Snowden                                  | Open Road Films                                          | Oliver Stone (regizor); Kieran Fitzgerald, Oliver Stone (scenarist); Joseph Gordon-Levitt, Shailene Woodley, Scott Eastwood, Melissa Leo, Timothy Olyphant, Zachary Quinto, Nicolas Cage, Tom Wilkinson | Biographical, Thriller                | Live-action | [ 67 ] |
| M A I         | 13       | A Bigger Splash                          | Fox Searchlight                                          | Luca Guadagnino (regizor); Alain Page, David Kajganich (scenarist); Tilda Swinton, Matthias Schoenaerts, Ralph Fiennes, Dakota Johnson | Thriller                              | Live-action | [ 68 ] |
| M A I         | 20       | The Angry Birds Movie                    | Columbia Pictures/Rovio Entertainment                    | Clay Kaytis, Fergal Reilly (directors); Jon Vitti (scenarist); Jason Sudeikis, Josh Gad, Danny McBride, Bill Hader, Maya Rudolph, Peter Dinklage, Keegan-Michael Key, Kate McKinnon, Tony Hale, Ike Barinholtz, Hannibal Buress, Cristela Alonzo, Jillian Bell, Danielle Brooks, Romeo Santos, Ian Hecox, Anthony Padilla                                      | Comedy                                | Animation   | [ 69 ] |
| M A I         | 20       | Neighbors 2                              | Universal Studios                                        | Nicholas Stoller (regizor); Andrew J. Cohen, Brendan O'Brien (screenwriters); Seth Rogen, Zac Efron, Rose Byrne, Chloe Grace Moretz | Comedy                                | Live-action | [ 70 ] |
| M A I         | 20       | The Nice Guys                            | Warner Bros.                                             | Shane Black (regizor/scenarist); Ryan Gosling, Russell Crowe | Action, thriller                      | Live-action | [ 71 ] |
| M A I         | 20       | Maggie's Plan                            | Sony Pictures Classics                                   | Rebecca Miller (regizor/scenarist); Karen Rinaldi (scenarist); Greta Gerwig, Julianne Moore, Ethan Hawke, Bill Hader, Maya Rudolph, Monte Greene | Romantic comedy                       | Live-action | [ 72 ] |
| M A I         | 27       | Alice Through the Looking Glass          | Walt Disney Pictures                                     | James Bobin (regizor); Linda Woolverton (scenarist); Johnny Depp, Mia Wasikowska, Sacha Baron Cohen, Helena Bonham Carter, Rhys Ifans, Ed Speleers, John Sessions, Anne Hathaway | Fantasy                               | Live-action | [ 73 ] |
| M A I         | 27       | X-Men: Apocalypse                        | 20th Century Fox / Marvel Entertainment                  | Bryan Singer (regizor); Simon Kinberg (scenarist); James McAvoy, Michael Fassbender, Nicholas Hoult, Jennifer Lawrence, Evan Peters, Oscar Isaac, Alexandra Shipp, Sophie Turner, Tye Sheridan, Kodi Smit-McPhee, Rose Byrne, Ben Hardy, Olivia Munn, Lucas Till, Hugh Jackman                                                                                 | Superhero, Action, Adventure          | Live-action | [ 74 ] |
| M A I         | 30       | USS Indianapolis: Men of Courage         | Hannibal Pictures / Saban Films                          | Mario Van Peebles (regizor); Cam Cannon, Richard Rionda Del Castro (scenarist); Nicolas Cage, Tom Sizemore, Thomas Jane, Matt Lanter, Brian Presley | Disaster, Horror, War                 | Live-action | [ 75 ] |
| I U N I E     | 3        | Conner4real                              | Universal Pictures                                       | Jorma Taccone, Akiva Schaffer (regizor); Jorma Taccone, Akiva Schaffer, Andy Sandberg | Mockumentary, comedy                  | Live-action | [ 76 ] |
| I U N I E     | 3        | Me Before You                            | Warner Bros. / New Line Cinema / Metro-Goldwyn-Mayer     | Thea Sharrock (regizor); Scott Neustadter, Michael H. Weber (scenarist); Charles Dance, Emilia Clarke, Jenna Coleman, Sam Claflin, Janet McTeer | Drama, romance                        | Live-action | [ 77 ] |
| I U N I E     | 3        | Teenage Mutant Ninja Turtles: Half Shell | Paramount Pictures / Nickelodeon Movies / Platinum Dunes | Dave Green (regizor); Josh Appelbaum, André Nemec (screenwriters); Pete Ploszek, Noel Fisher, Jeremy Howard, Alan Ritchson, William Fichtner, Megan Fox, Stephen Amell, Will Arnett, Brian Tee, Brittany Ishibashi, Gary Anthony Williams, Sheamus, Tyler Perry, Laura Linney, Alessandra Ambrosio, Judith Hoag, Carmelo Anthony                               | Superhero, Action, Adventure, Comedy  | Live-action | [ 78 ] |
| I U N I E     | 10       | The Conjuring 2: The Enfield Poltergeist | Warner Bros. / New Line Cinema                           | James Wan (regizor); Chad Hayes, Carey Hayes (scenarist); Patrick Wilson, Vera Farmiga | Horror                                | Live-action | [ 79 ] |
| I U N I E     | 10       | Now You See Me: The Second Act           | Lionsgate                                                | Jon M. Chu (regizor); Ed Solomon, Pete Chiarelli (scenarist); Mark Ruffalo, Jesse Eisenberg, Lizzy Caplan, Dave Franco, Woody Harrelson, Morgan Freeman, Michael Caine, Daniel Radcliffe | Thriller                              | Live-action | [ 80 ] |
| I U N I E     | 10       | Warcraft                                 | Universal Pictures / Legendary Pictures                  | Duncan Jones (regizor/scenarist); Charles Leavitt (scenarist); Ben Foster, Travis Fimmel, Paula Patton, Toby Kebbell, Dominic Cooper, Rob Kazinsky, Daniel Wu, Clancy Brown | Action, Adventure, Fantasy            | Live-action | [ 81 ] |
| I U N I E     | 17       | Central Intelligence                     | Warner Bros. / New Line Cinema                           | Rawson Marshall Thurber (regizor); Ike Barinholtz, David Stassen, Peter Steinfeld (scenarist); Dwayne Johnson, Kevin Hart, Aaron Paul | Action, Comedy                        | Live-action | [ 82 ] |
| I U N I E     | 17       | Finding Dory                             | Walt Disney Pictures / Pixar Animation Studios           | Andrew Stanton (regizor/scenarist); Ellen DeGeneres, Albert Brooks, Hayden Rolence, Diane Keaton, Ty Burrell, Willem Dafoe, Kaitlin Olson, Ed O'Neill, Idris Elba | Family                                | Animation   | [ 83 ] |
| I U N I E     | 24       | Independence Day: Resurgence             | 20th Century Fox / Centropolis Entertainment             | Roland Emmerich (regizor/scenarist); Dean Devlin, Carter Blanchard (scenarist); Jeff Goldblum, Bill Pullman, Sela Ward, Liam Hemsworth, Vivica A. Fox, Judd Hirsch, William Fichtner, Patrick St. Esprit, Charlotte Gainsbourg, Brent Spiner, Jessie Usher, Maika Monroe, DeObia Oparei, Gbenga Akinnagbe, Chin Han, Angelababy, Joey King                     | Action, Adventure, Sci-Fi             | Live-action | [ 84 ] |
| I U N I E     | 24       | The Shallows                             | Columbia Pictures                                        | Jaume Collet-Serra (regizor); Anthony Jaswinski (scenarist); Blake Lively, Óscar Jaenada | Thriller                              | Live-action | [ 85 ] |

### Iulie–Septembrie
| Premiera            | Premiera | Titlu                                  | Studio                                                          | Distribuție și echipa de producție | Gen                          | Medium                 | Ref.               |
| ------------------- | -------- | -------------------------------------- | --------------------------------------------------------------- | --- | ---------------------------- | ---------------------- | ------------------ |
| I U L I E           | 1        | The BFG                                | Walt Disney Pictures / DreamWorks Pictures                      | Steven Spielberg (regizor); Melissa Mathison (scenarist); Mark Rylance, Ruby Barnhill, Bill Hader, Penelope Wilton, Rebecca Hall, Jemaine Clement, Michael David Adamthwaite, Daniel Bacon, Adam Godley, Jonathan Holmes, Ólafur Ólafsson                                              | Fantasy, Family              | Live-action            | [ 86 ]             |
| I U L I E           | 1        | The Purge 3                            | Universal Pictures                                              | James DeMonaco (regizor/scenarist); Frank Grillo, Betty Gabriel, Edwin Hodge, Kyle Secor, JJ Soria, Mykelti Williamson, Elizabeth Mitchell | Horror, Thriller             | Live-action            | [ 87 ]             |
| I U L I E           | 1        | Tarzan                                 | Warner Bros. / Village Roadshow Pictures / RatPac Entertainment | David Yates (regizor); Stephen Sommers, Stuart Beattie (scenarist); Alexander Skarsgard, Margot Robbie, Christoph Waltz, Samuel L. Jackson, Djimon Hounsou, John Hurt | Action-adventure             | Live-action            | [ 88 ]             |
| I U L I E           | 8        | Mike and Dave Need Wedding Dates       | 20th Century Fox                                                | Zac Efron, Adam DeVine, Anna Kendrick, Aubrey Plaza | Comedy                       | Live-action            | [ 89 ]             |
| I U L I E           | 8        | The Secret Life of Pets                | Universal Pictures / Illumination Entertainment                 | Chris Renaud, Yarrow Cheney (directors); Cinco Paul, Ken Daurio (scenarist); Louis C.K., Eric Stonestreet, Kevin Hart, Albert Brooks, Hannibal Buress, Bobby Moynihan, Lake Bell, Ellie Kemper, Steve Coogan                                                                           | Adventure, Comedy            | Animation              | [ 90 ]             |
| I U L I E           | 15       | Ghostbusters                           | Columbia Pictures / Village Roadshow Pictures                   | Paul Feig (regizor/scenarist); Katie Dippold (scenarist); Melissa McCarthy, Kristen Wiig, Kate McKinnon, Leslie Jones, Chris Hemsworth, Neil Casey, Andy Garcia, Michael K. Williams, Matt Walsh, Cecily Strong, Bill Murray, Dan Aykroyd, Ernie Hudson, Annie Potts, Sigourney Weaver | Comedy, Sci-Fi               | Live-action            | [ 91 ]             |
| I U L I E           | 15       | La La Land                             | Summit Entertainment                                            | Damien Chazelle (regizor/scenarist); Ryan Gosling, Emma Stone, J.K. Simmons | Musical                      | Live-action            | [ 92 ]             |
| I U L I E           | 15       | The Lake                               | EuropaCorp                                                      | Steven Quale (regizor); Luc Besson, Richard Wenk (scenarist); Sullivan Stapleton, J. K. Simmons, Charlie Bewley, Diarmaid Murtagh, Sylvia Hoeks, Joshua Henry, Dimitri Leonidas | Action, Thriller             | Live-action            | [ 93 ]             |
| I U L I E           | 22       | Ice Age: Collision Course              | 20th Century Fox / Blue Sky Studios                             | Ray Romano, John Leguizamo, Denis Leary, Queen Latifah, Josh Peck, Seann William Scott, | Adventure                    | Animation              | [ 94 ]             |
| I U L I E           | 22       | Knights of the Roundtable: King Arthur | Warner Bros. / Village Roadshow Pictures / RatPac Entertainment | Guy Ritchie (regizor); Joby Harold (scenarist); Charlie Hunnam, Aiden Gillen, Idris Elba, Eric Bana, Jude Law, Djimon Hounsou | Action-adventure             | Live-action            | [ 95 ]             |
| I U L I E           | 22       | Star Trek Beyond                       | Paramount Pictures / Bad Robot                                  | Justin Lin (regizor); Simon Pegg, Doug Jung (scenarist); Chris Pine, Zachary Quinto, Zoe Saldana, Karl Urban, John Cho, Anton Yelchin, Simon Pegg, Idris Elba, Sofia Boutella | Action-adventure, sci-fi     | Live-action            | [ 96 ]             |
| I U L I E           | 29       | The Space Between Us                   | STX Entertainment                                               | Peter Chelsom (regizor); Allan Loeb, Peter Chelsom, Tinker Lindsay (scenarist); Asa Butterfield, Britt Robertson, Gary Oldman, Carla Gugino | Sci-fi, Adventure            | Live-action            | [ 97 ]             |
| I U L I E           | 29       | Untitled fifth Bourne film             | Universal Pictures / The Kennedy/Marshall Company               | Paul Greengrass (regizor/scenarist); Matt Damon, Christopher Rouse (scenarist); Matt Damon, Julia Stiles, Alicia Vikander, Vincent Cassel, Tommy Lee Jones | Action, thriller             | Live-action            | [ 98 ]             |
| A U G U S T         | 5        | Suicide Squad                          | Warner Bros. / DC Entertainment                                 | David Ayer (regizor/scenarist); Jared Leto, Margot Robbie, Will Smith, Joel Kinnaman, Jai Courtney, Cara Delevingne, Viola Davis, Scott Eastwood, Adewale Akinnuoye-Agbaje, Jay Hernandez, Karen Fukuhara, Ike Barinholtz, Adam Beach, Jim Parrack, Common, Alex Meraz, David Harbour  | Superhero, Action, Adventure | Live action            | [ 99 ] [ 100 ]     |
| A U G U S T         | 12       | Ben-Hur                                | Paramount Pictures / Metro-Goldwyn-Mayer                        | Timur Bekmambetov (regizor); John Ridley, Keith R. Clarke (scenarist); Jack Huston, Morgan Freeman, Toby Kebbell, Nazanin Boniadi, Pilou Asbæk, Rodrigo Santoro | Adventure                    | Live-action            | [ 101 ]            |
| A U G U S T         | 12       | Pete's Dragon                          | Walt Disney Pictures                                            | David Lowery (regizor/scenarist); Toby Halbrooks (scenarist); Bryce Dallas Howard, Robert Redford, Karl Urban, Wes Bentley, Karl Urban, Oona Laurence, Oakes Fegley | Family                       | Animation, Live-action | [ 102 ]            |
| A U G U S T         | 12       | Sausage Party                          | Columbia Pictures                                               | Greg Tiernan, Conrad Vernon (regizor) Evan Goldberg, Kyle Hunter, Seth Rogen, Ariel Shaffir (scenarist); Seth Rogen, Jonah Hill, James Franco, Kristen Wiig | Comedy                       | Animation              | [ 103 ]            |
| A U G U S T         | 12       | Spectral                               | Universal Pictures / Legendary Pictures                         | Nic Mathieu (regizor); Ian Fried, John Gatins, George Nolfi (scenarist); James Badge Dale, Max Martini, Bruce Greenwood, Emily Mortimer | Action, Sci-Fi               | Live action            | [ 104 ]            |
| A U G U S T         | 19       | Kubo and the Two Strings               | Focus Features / Laika                                          | Travis Knight (regizor); Marc Haimes, Chris Butler (scenarist); Art Parkinson, Matthew McConaughey, Rooney Mara, Charlize Theron, Ralph Fiennes, Brenda Vaccaro | Fantasy                      | Animation              | [ 105 ]            |
| A U G U S T         | 19       | The Projects: Rise of Redemption       | 11:59 Pictures                                                  | Alex Hale (regizor/scenarist); Alex Hale | Action, Sci-Fi               | Live action            | [ 106 ] [ 107 ]    |
| A U G U S T         | 26       | A Man in the Dark                      | TriStar Pictures                                                | Fede Alvarez (regizor/scenarist); Rodo Sayagues (scenarist); Dylan Minnette, Stephen Lang, Daniel Zovatto | Thriller                     | Live-action            | [ 108 ]            |
| A U G U S T         | 26       | Mechanic: Resurrection                 | Lionsgate                                                       | Dennis Gansel (regizor); Jason Statham, Jessica Alba, Tommy Lee Jones | Action                       | Live-action            | [ 109 ]            |
| S E P T E M B R I E | 2        | Patient Zero                           | Screen Gems                                                     | Stefan Ruzowitzky (regizor); Mike Le (scenarist); Matt Smith, Natalie Dormer, Stanley Tucci, John Bradley-West | Thriller, Action             | Live-action            | [ 110 ]            |
| S E P T E M B R I E | 9        | The Last Covenant                      | Warner Bros. / New Line Cinema                                  | | Horror                       | Live-action            | </div 1. Selfie 69 |
| S E P T E M B R I E | 16       | When the Bough Breaks                  | Screen Gems                                                     | Jon Cassar (regizor); Jack Olsen, Karl Gajdusek (scenarist); Morris Chestnut, Regina Hall, Theo Rossi | Thriller                     | Live-action            | [ 112 ]            |
| S E P T E M B R I E | 16       | Bridget Jones's Baby                   | Universal Studios                                               | Sharon Maguire (regizor); David Nicholls, Helen Fielding (scenarist); Renee Zellweger, Colin Firth, Patrick Dempsey | Rom-Com                      | Live-action            | [ 113 ]            |
| S E P T E M B R I E | 23       | A Cure for Wellness                    | 20th Century Fox                                                | Gore Verbinski (regizor); Dane DeHaan, Jason Isaacs, Mia Goth | Horror                       | Live-action            | [ 114 ]            |
| S E P T E M B R I E | 23       | Untitled SPA film                      | Columbia Pictures / Sony Pictures Animation                     | TBA |                              | Animation              | [ 115 ]            |
| S E P T E M B R I E | 23       | The Magnificent Seven                  | Columbia Pictures / MGM / Village Roadshow Pictures             | Antoine Fuqua (regizor); Nic Pizzolatto, John Lee Hancock (scenarist); Denzel Washington, Chris Pratt, Ethan Hawke, Vincent D'Onofrio, Lee Byung-hun, Luke Grimes, Wagner Moura, Haley Bennett, Matt Bomer, Peter Sarsgaard                                                            | Crime, Western               | Live-action            | [ 116 ]            |
| S E P T E M B R I E | 23       | Storks                                 | Warner Bros.                                                    | Doug Sweetland (regizor); Nicholas Stoller (regizor/scenarist); Andy Samberg, Kelsey Grammer | Comedy                       | Animation              | [ 117 ]            |
| S E P T E M B R I E | 30       | Deepwater Horizon                      | Summit Entertainment                                            | Peter Berg (regizor); Matthew Sand, Matthew Michael Carnahan (scenarist); Mark Wahlberg, Kurt Russell, Kate Hudson, John Malkovich, Dylan O'Brien, Gina Rodriguez | Drama, Disaster              | Live-action            | [ 118 ]            |

### Octombrie–Decembrie
| Premiera             | Premiera                     | Titlu                                                         | Studio | Distribuție și echipa de producție | Gen                          | Medium                  | Ref.            |
| -------------------- | ---------------------------- | ------------------------------------------------------------- | --- | --- | ---------------------------- | ----------------------- | --------------- |
| O C T O M B R I E    | 7                            | The Accountant                                                | Warner Bros. | Gavin O'Connor (regizor); Bill Dubuque (scenarist); Ben Affleck, Anna Kendrick, Jeffrey Tambor, J.K. Simmons, Cynthia Addai-Robinson, John Lithgow, Jon Bernthal                                                     | Action, Thriller             | Live-action             | [ 119 ]         |
| O C T O M B R I E    | 7                            | Gambit                                                        | 20th Century Fox / Marvel Entertainment | Josh Zetumer (scenarist); Channing Tatum, Léa Seydoux | Superhero, Action, Adventure | Live-action             | [ 120 ]         |
| O C T O M B R I E    | 7                            | The Girl on the Train                                         | Touchstone Pictures / DreamWorks Pictures | Tate Taylor (regizor); Erin Cressida Wilson (scenarist); Rebecca Ferguson, Emily Blunt, Justin Theroux, Haley Bennett, Luke Evans                                                                                    | Thriller                     | Live-action             | [ 121 ]         |
| O C T O M B R I E    | 7                            | Monster High                                                  | Universal Pictures | Stephanie Savage, Josh Schwartz (scenarist); | Comedy, Fantasy, Musical     | Live-action             | [ 122 ]         |
| O C T O M B R I E    | 14                           | Kevin Hart: What Now?                                         | Universal Pictures | Kevin Hart (scenarist); Kevin Hart | Concert, comedy              | Live-action             | [ 123 ]         |
| O C T O M B R I E    | 14                           | A Monster Calls                                               | Focus Features | Juan Antonio Bayona (regizor); Patrick Ness (scenarist); Felicity Jones, Liam Neeson | Fantasy, drama               | Live-action             | [ 124 ]         |
| O C T O M B R I E    | 14                           | Inferno                                                       | Columbia Pictures / Imagine Entertainment | Ron Howard (regizor); David Koepp (scenarist); Tom Hanks, Felicity Jones | Mystery, thriller            | Live action             | [ 125 ]         |
| O C T O M B R I E    | 21                           | Jack Reacher: Never Go Back                                   | Paramount Pictures | Ed Zwick (regizor/scenarist); Marshall Herskovitz (scenarist); Tom Cruise, Cobie Smulders, Aldis Hodge | Action, thriller             | Live-action             | [ 126 ]         |
| O C T O M B R I E    | 21                           | Ouija 2                                                       | Universal Pictures | Mike Flanagan (regizor/scenarist); Jeff Howard (scenarist) | Horror                       | Live-action             | [ 127 ]         |
| O C T O M B R I E    | 21                           | Underworld: Next Generation                                   | Screen Gems / Sony Pictures | Anna Foerster (regizor); Cory Goodman (scenarist); Theo James, Kate Beckinsale | Thriller, Action, Horror     | Live-action             | [ 128 ]         |
| N O I E M B R I E    | 4                            | Bastards                                                      | Warner Bros. | Lawrence Sher (regizor); Justin Malen (scenarist); Owen Wilson, Ed Helms, J. K. Simmons, Terry Bradshaw, Ving Rhames, Glenn Close                                                                                    | Comedy                       | Live-action             | [ 129 ]         |
| N O I E M B R I E    | 4                            | Doctor Strange                                                | Marvel Studios | Scott Derrickson (regizor); Jon Spaihts (scenarist); Benedict Cumberbatch, Chiwetel Ejiofor, Tilda Swinton, Rachel McAdams, Mads Mikkelsen, Michael Stuhlbarg                                                        | Superhero, Action, Adventure | Live-action             | [ 130 ]         |
| N O I E M B R I E    | 4                            | Trolls                                                        | 20th Century Fox / DreamWorks Animation | Mike Mitchell (regizor); Erica Rivinoja (scenarist); Anna Kendrick, Jason Schwartzman, Chloë Grace Moretz | Family, Comedy               | Animation               | [ 131 ]         |
| N O I E M B R I E    | 11                           | Billy Lynn's Long Halftime Walk                               | TriStar Pictures | Ang Lee (regizor); Simon Beaufoy, Jean-Christophe Castelli (scenarist); Joe Alwyn, Garrett Hedlund, Kristen Stewart, Vin Diesel, Steve Martin, Chris Tucker                                                          | Comedy, Drama                | Live-action             | [ 132 ]         |
| N O I E M B R I E    | 18                           | Fantastic Beasts and Where to Find Them                       | Warner Bros. / Heyday Films | David Yates (regizor/scenarist); J.K. Rowling, Steve Kloves (scenarist); Eddie Redmayne, Katherine Waterston, Ezra Miller, Jon Voight, Colin Farrell, Jenn Murray, Dan Fogler, Alison Sudol, Gemma Chan, Ron Perlman | Fantasy                      | Live-action             | [ 133 ]         |
| N O I E M B R I E    | 23                           | The Great Wall                                                | Universal Pictures / Legendary Pictures | Zhang Yimou (regizor); Edward Zwick, Marshall Herskovitz (scenarist); Andy Lau, Matt Damon, Willem Dafoe, Pedro Pascal                                                                                               | Action                       | Live-action             | [ 134 ]         |
| N O I E M B R I E    | 23                           | Moana                                                         | Walt Disney Pictures / Walt Disney Animation Studios | Ron Clements, John Musker (directors/screenplay); Dwayne Johnson | Fantasy, Comedy, Adventure   | Animation               | [ 135 ]         |
| N O I E M B R I E    | 23                           | An American Holiday                                           | Fox Searchlight Pictures / Paramount Pictures / Stribling Productions / Toyota / New Flyer Industries | Michael Stribling (regizor) | Drama, Comedy, Musical       | Live-action / Animation | [ 136 ]         |
| N O I E M B R I E    | 25                           | The Founder                                                   | The Weinstein Company | John Lee Hancock (regizor); Robert D. Siegel (scenarist); Michael Keaton | Biographical                 | Live-action             | [ 137 ]         |
| D E C E M B R I E    | 2                            | Incarnate                                                     | Universal Pictures / High Top Releasing | Brad Peyton (director); Aaron Eckhart, Carice van Houten, Catalina Sandino Moreno, David Mazouz, Keir O'Donnell, Matt Nable, Mark Henry                                                                              | Horror                       | Live-action             | [ 138 ]         |
| D E C E M B R I E    | 2                            | Sing                                                          | Universal Studios / Illumination Entertainment | Garth Jennings (director, screenwriter); Matthew McConaughey, Reese Witherspoon, Seth MacFarlane, Tori Kelly, John C. Reilly, Taron Egerton, Scarlett Johansson                                                      | Comedy, Musical              | Animation               | [ 139 ]         |
| D E C E M B R I E    | 2                            | The Comedian                                                  | Sony Pictures Classics | Taylor Hackford (director); Richard LaGravenese (screenplay); Robert De Niro, Leslie Mann, Edie Falco, Harvey Keitel, Danny DeVito, Hannibal Buress                                                                  | Comedy, Drama                | Live-action             | [ 140 ]         |
| D E C E M B R I E    | 2                            | Jackie                                                        | Fox Searchlight Pictures | Pablo Larraín (director); Noah Oppenheim (screenplay); Natalie Portman, Greta Gerwig, Peter Sarsgaard, Max Casella, Billy Crudup, Richard E. Grant, John Hurt                                                        | Drama                        | Live-action             | [ 141 ]         |
| D E C E M B R I E    | 2                            | Man Down                                                      | Lionsgate Premiere | Dito Montiel (director); Adam G. Simon (screenplay); Shia LaBeouf, Kate Mara, Jai Courtney, Gary Oldman | Drama, War                   | Live-action             | [ 142 ]         |
| D E C E M B R I E    | 6                            | Nerdland                                                      | Samuel Goldwyn Films | Chris Prynoski (director); Andrew Kevin Walker (screenplay); Paul Rudd, Patton Oswalt, Hannibal Buress, Kate Micucci, Riki Lindhome, John Ennis, Mike Judge                                                          | Comedy                       | Animation               | [ 143 ] [ 144 ] |
| D E C E M B R I E    | 9                            | The Bounce Back                                               | Viva Pictures Distribution | Youssef Delara (director/screenplay); Staci Robinson, Victor Teran (screenplay); Shemar Moore, Nadine Velazquez, Bill Bellamy, Sheryl Underwood, Kali Hawk                                                           | Romance, Comedy              | Live-action             | [ 145 ]         |
| D E C E M B R I E    | 9                            | La La Land                                                    | Summit Entertainment | Damien Chazelle (director/screenplay); Ryan Gosling, Emma Stone, J. K. Simmons, John Legend, Rosemarie DeWitt, Finn Wittrock, Tom Everett Scott                                                                      | Musical                      | Live-action             | [ 146 ]         |
| Super party la birou | 9                            | Paramount Pictures / DreamWorks                               | Josh Gordon & Will Speck (regizori); Jason Bateman, Olivia Munn, T. J. Miller, Jillian Bell, Vanessa Bayer, Courtney B. Vance, Rob Corddry, Sam Richardson, Randall Park, Kate McKinnon și Jennifer Aniston                                            | Comedie de Crăciun | Live-action                  | [ 147 ]                 |                 |
| 16                   | Rogue One: A Star Wars Story | Lucasfilm                                                     | Gareth Edwards (regizor); Gary Whitta, Chris Weitz (scenarist); Felicity Jones, Riz Ahmed, Diego Luna, Ben Mendelsohn, Forest Whitaker, Mads Mikkelsen, Alan Tudyk                                                                                     | Sci-fi, Fantasy | Live-action                  | [ 148 ]                 |                 |
| 16                   | Collateral Beauty            | Warner Bros. / New Line Cinema                                | David Frankel (director); Allan Loeb (screenplay); Will Smith, Helen Mirren, Kate Winslet, Michael Peña, Keira Knightley, Edward Norton, Naomie Harris, Jacob Latimore, Enrique Murciano                                                               | Drama | Live-action                  | [ 149 ]                 |                 |
| 16                   | Fences                       | Paramount Pictures                                            | Denzel Washington (director); August Wilson (screenplay); Denzel Washington, Viola Davis, Mykelti Williamson | Drama | Live-action                  | [ 150 ]                 |                 |
| 16                   | The Founder                  | The Weinstein Company                                         | John Lee Hancock (director); Robert D. Siegel (screenplay); Michael Keaton, Laura Dern, Nick Offerman, John Carroll Lynch, Patrick Wilson | Biography, Drama | Live-action                  | [ 151 ]                 |                 |
| 16                   | Solace                       | Lionsgate                                                     | Afonso Poyart (director); Ted Griffin, Sean Bailey (screenplay); Colin Farrell, Anthony Hopkins, Jeffrey Dean Morgan, Abbie Cornish | Crime, Drama, Mystery | Live-action                  |                         |                 |
| 21                   | Assassin's Creed             | 20th Century Fox                                              | Justin Kurzel (director); Michael Fassbender, Marion Cotillard, Ariane Labed, Michael K. Williams, Jeremy Irons, Brendan Gleeson | Action, Adventure | Live-action                  | [ 152 ]                 |                 |
| 21                   | Passengers                   | Columbia Pictures                                             | Morten Tyldum (director); Jon Spaihts (screenplay); Jennifer Lawrence, Chris Pratt, Michael Sheen, Laurence Fishburne, Andy García | Sci-Fi, Romance | Live-action                  | [ 153 ]                 |                 |
| 21                   | Patriots Day                 | CBS Films / Lionsgate                                         | Peter Berg (director); Matt Charman, Eric Johnson, Paul Tamasy (screenplay); Mark Wahlberg, J. K. Simmons, John Goodman, Michelle Monaghan, Kevin Bacon                                                                                                | Drama, Thriller | Live-action                  | [ 154 ]                 |                 |
| 23                   | Why Him?                     | 20th Century Fox                                              | John Hamburg (director, screenwriter); Ian Helfer (screenplay); James Franco, Bryan Cranston, Zoey Deutch, Megan Mullally, Griffin Gluck, Keegan-Michael Key                                                                                           | Romance, Comedy | Live-action                  | [ 155 ]                 |                 |
| 23                   | A Monster Calls              | Focus Features                                                | J. A. Bayona (director); Patrick Ness (screenplay); Lewis MacDougall, Felicity Jones, Liam Neeson, Sigourney Weaver, Toby Kebbell | Fantasy, Drama | Live-action                  | [ 156 ]                 |                 |
| 23                   | Silence                      | Paramount Pictures                                            | Martin Scorsese (director); Jay Cocks (screenplay); Liam Neeson, Andrew Garfield, Adam Driver, Tadanobu Asano, Ciarán Hinds | Drama | Live-action                  | [ 157 ]                 |                 |
| 25                   | Gold                         | The Weinstein Company                                         | Stephen Gaghan (director); Stephen Gaghan, Patrick Massett, John Zinman (screenplay); Matthew McConaughey, Bryce Dallas Howard, Édgar Ramírez, Joshua Harto, Timothy Simons, Corey Stoll, Toby Kebbell, Bruce Greenwood, Stacy Keach                   | Drama, Thriller | Live-action                  | [ 158 ]                 |                 |
| 25                   | 20th Century Women           | A24 / Annapurna Pictures                                      | Mike Mills (director, screenwriter); Annette Bening, Greta Gerwig, Elle Fanning, Billy Crudup, Lucas Jade Zumann | Comedy, Drama | Live-action                  |                         |                 |
| 25                   | Hidden Figures               | 20th Century Fox                                              | Theodore Melfi (director); Allison Schroeder (screenplay); Taraji P. Henson, Octavia Spencer, Kevin Costner, Jim Parsons, Janelle Monáe, Kirsten Dunst, Glen Powell, Mahershala Ali, Jim Parsons                                                       | Drama | Live-action                  | [ 159 ]                 |                 |
| 25                   | Live by Night                | Warner Bros.                                                  | Ben Affleck (director/screenplay); Ben Affleck, Sienna Miller, Chris Messina, Zoe Saldana, Elle Fanning, Scott Eastwood, Brendan Gleeson, Anthony Michael Hall, Chris Cooper, Max Martini                                                              | Crime, Drama | Live-action                  | [ 160 ]                 |                 |
| 26                   | Monster Trucks               | Paramount Pictures / Paramount Animation / Nickelodeon Movies | Chris Wedge (director); Jonathan Aibel, Glenn Berger, Derek Connolly, Matthew Robinson (screenplay); Lucas Till, Jane Levy, Amy Ryan, Holt McCallany, Rob Lowe, Danny Glover, Frank Whaley, Chad Willett, Barry Pepper, Thomas Lennon, Tucker Albrizzi | Animation, Adventure, Sci-Fi | Live-action/animated         | [ 161 ] [ 162 ] [ 163 ] |                 |

## Filmele cu cele mai mari încasări
Lista filmele cu cele mai mari încasări din 2016 în întreaga lume:
| Poziție | Titlu                                   | Studio           | Încasări mondiale |
| ------- | --------------------------------------- | ---------------- | ----------------- |
| 1       | Căpitanul America: Război civil         | Disney           | $1,153,304,495    |
| 2       | Rogue One: O poveste Star Wars          | Disney           | $1,056,057,273    |
| 3       | Finding Dory                            | Disney           | $1,028,570,889    |
| 4       | Zootopia                                | Disney           | $1,023,784,195    |
| 5       | The Jungle Book                         | Disney           | $966,550,600      |
| 6       | The Secret Life of Pets                 | Universal        | $875,457,937      |
| 7       | Batman vs. Superman: Zorii dreptății    | Warner Bros.     | $873,634,919      |
| 8       | Animale fantastice și unde le poți găsi | Warner Bros.     | $814,037,575      |
| 9       | Deadpool                                | 20th Century Fox | $783,112,979      |
| 10      | Brigada sinucigașilor                   | Warner Bros.     | $746,846,894      |